# Chříčský potok
Chříčský potok, dříve zvaný Chrastnice, je malý potok v okrese Plzeň-sever, levostranný přítok Berounky.
Potok pramení uprostřed polí 1 km severozápadně od Chříče, v lokalitě U pustého rybníka v nadmořské výšce 414 m. Teče křovinatou mezí jihovýchodním směrem ke Chříči, před silnicí spojující Chříč se Slatinou přijímá zleva bezejmenný přítok a stáčí se obloukem k jihu. Do první poloviny 20. století napájel potok návesní rybník, v současnosti protéká středem Chříče v podzemí. Rybník, který dříve sloužil pro ledování Chříčskému pivovaru, byl zasypán a na jeho místě je dnes pomník a parkoviště.
Za vsí pokračuje tok jihozápadním směrem, na jeho obou březích jsou významné stopy eroze po provozování bývalé motokrosové trati. Chříčský potok se klikatí hlubokým zalesněným údolím, jehož dno převyšuje okolní terén o 80 metrů. Údolí se po 2 km náhle otevírá do údolí Berounky, jejíž niva je posledním úsekem toku. Chříčský potok ústí pod Dubjany do Berounky na jejím 84. říčním kilometru v nadmořské výšce 257 m.
V místě průtoku potoka obcí Chříč je koryto silně znečištěno černou skládkou, která zde vznikla v průběhu 70.–90. let 20. století. Kromě pneumatik a běžného komunálního odpadu zde lze objevit sudy s neznámou chemikálií a součásti zemědělských strojů. Voda v potoku silně zapáchá především v teplých měsících.